# Mihai Tudose
Mihai Tudose (Brăila, 6 marzo 1967) è un politico romeno.
Membro del Fronte Democratico di Salvezza Nazionale dal 1992 e poi del suo continuatore Partito Social Democratico, fu eletto per la prima volta alla camera dei deputati nel 2000, ottenendo la riconferma nelle successive cinque legislature. Fu, inoltre, ministro dell'economia nei governi Ponta IV (2014-2015) e Grindeanu (2017).
Dopo la caduta del governo Grindeanu, nel giugno 2017 fu proposto come nuovo primo ministro dal leader del PSD Liviu Dragnea al presidente della repubblica Klaus Iohannis. Il governo Tudose prestò giuramento il 29 giugno 2017 e presentò le dimissioni il 16 gennaio 2018.
Nel gennaio 2019 lasciò il PSD per via di insanabili problemi con Dragnea, iscrivendosi al partito di Victor Ponta, PRO Romania, nelle cui liste fu eletto europarlamentare in occasione delle elezioni del maggio 2019. Nel gennaio 2020, tuttavia, tornò nel PSD, il cui nuovo presidente era Marcel Ciolacu.
Nel 2015 fu accusato di plagio per aver copiato parti della propria tesi di dottorato sostenuta nel 2010 presso l'Accademia nazionale di intelligence del Serviciul Român de Informații. In conseguenza delle critiche ricevute, nel 2016 richiese il ritiro del proprio titolo di studio.

## Formazione, carriera lavorativa ed accademica
Dopo la rivoluzione romena del 1989, nel 1991 si iscrisse alla facoltà di giurisprudenza dell'ateneo privato Università cristiana Dimitrie Cantemir di Bucarest, ottenendo la laurea nel 1995 a 28 anni.
Dopo aver aderito al partito del Fronte Democratico di Salvezza Nazionale di Ion Iliescu, tra il 1992 e il 1999 fu impiegato del senato, lavorando come capo dell'ufficio di Mihai Matetovici, allora senatore del FDSN per Brăila. Nel 1999 ottenne un ingaggio come consulente legale per l'azienda privata SC Farex S.A. di Brăila. Lasciò la posizione solamente nel 2000, per occuparsi del suo nuovo incarico di deputato.
Durante la sua lunga permanenza alla camera, seguì numerosi corsi postuniversitari di perfezionamento. Nel 2001 si specializzò in management e gestione degli affari presso la facoltà di economia dell'Università Dunărea de Jos di Galați, nel 2006 partecipò a diversi corsi sul tema della sicurezza e della difesa nazionale presso l'Accademia nazionale di intelligence gestita dal Serviciul Român de Informații, presso il George C. Marshall European Center for Security Studies di Garmisch (Germania) e presso l'Università nazionale di difesa "Carlo I" di Bucarest.
Nel 2007 conseguì un master in politica economica europea presso la Scuola nazionale di studi politici e amministrativi, un titolo in gestione della comunicazione e delle relazioni pubbliche presso l'Università Dunărea de Jos, uno in analisi e soluzione dei conflitti armati presso l'Università di Georgetown di Washington e uno in relazioni internazionali e integrazione europea presso l'Istituto diplomatico romeno del ministero degli esteri. Nel 2008 ottenne un master in turismo e sviluppo regionale presso l'Università di scienze agronomiche e di medicina veterinaria di Bucarest.
Nel 2010 ottenne il titolo di dottore in scienze militari dall'Accademia nazionale di intelligence con una tesi dal titolo
Infrastructura critica - model si strategie manageriala. Dall'anno successivo iniziò ad insegnare nella stessa istituzione le discipline di protezione delle infrastrutture critiche, strategia di sicurezza e difesa e sicurezza nazionale ed euratlantica.

## Carriera politica

### Ingresso in politica
Si iscrisse per la prima volta ad un partito politico nel 1992, all'età di 25 anni, aderendo all'egemonico Fronte Democratico di Salvezza Nazionale, gruppo di ispirazione socialdemocratica che guidava il governo e il cui principale rappresentante era il presidente della repubblica Ion Iliescu. Nel 1993 il FDSN cambiò nome in Partito della Democrazia Sociale di Romania (PDSR) e nel 2001 in Partito Social Democratico (PSD).
Tra il 1992 e il 1996 fu segretario organizzativo del PDSR e fu membro del consiglio nazionale del partito a partire dal 1994.
Nel 1996 divenne vicepresidente della filiale del partito nel distretto di Brăila rivestendo, allo stesso tempo, ulteriori incarichi in seno all'organizzazione giovanile: tra il 1997 e il 2002 fu contemporaneamente presidente della sezione di Brăila e vicepresidente a livello nazionale.
Tra il 1999 e il 2000 per il PDSR fu membro del consiglio del distretto di Brăila.

### Deputato del Partito Social Democratico
In occasione delle elezioni parlamentari in Romania del 2000 si candidò alla camera dei deputati, ottenendo l'elezione nel proprio distretto. Riuscì a riconfermarla anche nelle successive tornate elettorali (2004, 2008, 2012).
Nel 2000 divenne membro della commissione della camera sulle politiche economiche, le riforme e le privatizzazioni, ottenendone la presidenza nel 2004. Fu presidente della commissione fino al 2014, quando divenne ministro dell'economia.
Contestualmente, rivestì sempre maggiori incarichi anche in seno al partito. Tra il 2004 e il 2008 fu presidente della filiale del PSD del municipio di Brăila, divenendo presidente a livello dell'organizzazione distrettuale nel 2014.

### Ministro dell'economia
Divenuto elemento di spicco della commissione sull'economia della camera e leader del PSD a Brăila, nel dicembre del 2014 fu scelto dal premier socialdemocratico Victor Ponta come nuovo ministro dell'economia, in sostituzione di Constantin Niță (PSD), nel quadro del governo Ponta IV, esecutivo nato all'indomani dell'uscita dell'Unione Democratica Magiara di Romania dalla maggioranza. Rimase in carica fino alle dimissioni del premier, avvenute nel novembre 2015. Nel periodo al ministero Tudose fu protagonista di in uno scandalo che riguardava la propria tesi di dottorato. Accusato di plagio, per spegnere le polemiche nel 2016 annunciò di voler rinunciare al titolo di dottore. Esaurito il mandato, riacquisì la posizione di presidente della commissione sull'economia.
Mantenne l'incarico di presidente del PSD del distretto di Brăila fino all'ottobre 2015 quando, in occasione del congresso straordinario del partito che elesse Liviu Dragnea come nuovo presidente al posto di Ponta, Tudose fu nominato come uno dei nuovi 14 vicepresidenti del PSD a livello nazionale.
Candidatosi nuovamente alla camera per le elezioni parlamentari del 2016, ottenne il suo quinto mandato consecutivo da deputato, riottenendo lo status di membro della commissione economia alla camera (di cui fu presidente fino al febbraio 2017).
Le elezioni furono vinte dalla coalizione formata da PSD e ALDE, che sostennero la formazione di un governo presieduto da Sorin Grindeanu.
Nel febbraio 2017, in conseguenza di diverse dimissioni avvenute in seno al consiglio dei ministri come risultato di massicce proteste antigovernative, Grindeanu apportò alcune modifiche alla squadra di governo. Nel quadro del rimpasto Tudose fu nuovamente nominato ministro dell'economia in sostituzione di Alexandru Petrescu, spostato alle piccole imprese. Tudose, quindi, lasciò ancora una volta la presidenza della commissione sulle politiche economiche, poiché chiamato a rivestire l'incarico ministeriale.
L'emergere di contrasti tra Dragnea e il premier Sorin Grindeanu, tuttavia, portò alla fine del governo dopo pochi mesi. Il 13 giugno 2017 il PSD presentò il rapporto sulla valutazione dei ministri sui primi sei mesi di attività, rilevando significativi ritardi sull'attuazione del programma di governo. Dragnea, ritenendo insufficienti i progressi dell'esecutivo (in base a sue dichiarazioni il 60% degli obiettivi non era stato compiuto), chiese a Grindeanu di rassegnare le proprie dimissioni. Nello stesso rapporto di valutazione, l'operato di Tudose fu ritenuto insoddisfacente, poiché nessun progetto era stato realizzato. Il rapporto evidenziava che 2 progetti erano stati compiuti parzialmente e 17 non erano stati realizzati. In ogni caso, il ministro del lavoro Lia Olguța Vasilescu ne prese le difese, imputando i ritardi del ministero dell'economia a decisioni individuali di Grindeanu.
Mentre Grindeanu perse l'appoggio del PSD, i ministri, su indicazione del partito, presentarono le proprie dimissioni in massa, in modo da spingere il primo ministro a ritirarsi dal suo ruolo. Il governo Grindeanu cadde il 21 giugno 2017, su una mozione di sfiducia presentata dallo stesso PSD.

### Primo ministro
Il 26 giugno 2017 Tudose fu indicato dal comitato esecutivo del partito per rivestire l'incarico di nuovo primo ministro in sostituzione di Grindeanu. Sostenuto personalmente da Dragnea, l'appoggio alla candidatura di Tudose da parte del PSD fu unanime (in assemblea si registrarono solo voti favorevoli e 4 astensioni) e supportato anche da Călin Popescu Tăriceanu, leader dell'ALDE, gruppo alleato del PSD. Nella stessa giornata il presidente Klaus Iohannis accettò la proposta dei socialdemocratici e diede mandato al primo ministro designato di formare la squadra di governo.
Il suo mandato, però, fu segnato da contrasti con il presidente del PSD Liviu Dragnea, esplosi dopo che il primo ministro ebbe richiesto le dimissioni dei ministri Rovana Plumb e Sevil Shhaideh, entrambi indagati dalla procura. Dopo mesi di contrapposizioni per la leadership del partito, lotta che portò ad una costante ricollocazione dei membri della dirigenza in supporto alla fazione di Tudose o a quella di Dragnea, nel gennaio 2018 emerse una nuova crisi tra i due, acuitasi specialmente dopo che Tudose ebbe pubblicamente accusato il ministro degli interni Carmen Dan di avergli mentito. La lotta sfociò nella scelta del comitato esecutivo del PSD di ritirare l'appoggio politico al primo ministro. Tudose, quindi, il 16 gennaio abbandonò l'incarico dopo appena sei mesi, divenendo il secondo premier consecutivo sfiduciato dagli stessi membri del partito.
Malgrado i continui e pubblici conflitti con la dirigenza del partito, il 20 settembre 2018 fu nominato dai delegati del PSD nuovo presidente della sezione del partito nel distretto di Brăila, sostituendo Ion Rotaru.

### Europarlamentare di PRO Romania

Mihai Tudose, europarlamentare nel 2024

Senza riuscire a risolvere i problemi con Dragnea, tuttavia, il 29 gennaio 2019 annunciò in un comunicato la sua decisione di lasciare il PSD, additando la dirigenza delle colpe di aver sostituito l'agenda politica del partito e le reali necessità del paese con la difesa degli interessi personali di alcuni. Dichiarandosi deluso dalle politiche attuate dal PSD in materia di giustizia e dalla repressione di ogni tentativo di dialogo interno, comunicò il suo passaggio a PRO Romania, formazione guidata da Victor Ponta, cui avevano aderito numerosi parlamentari socialdemocratici che avevano avuto contrasti con i vertici del PSD.
Fu candidato come terzo nome nelle liste di PRO Romania alle elezioni europee del 2019. Il partito ottenne due seggi, ma Tudose riuscì a conseguire il mandato di europarlamentare in sostituzione di Victor Ponta che, eletto, rinunciò all'incarico prima dell'inizio della legislatura. A Bruxelles, quindi, fece parte del gruppo parlamentare dell'Alleanza Progressista dei Socialisti e dei Democratici e fu membro della commissione per il commercio internazionale, della Commissione per gli affari costituzionali e della delegazione alla commissione parlamentare di associazione UE-Moldavia. Fu, inoltre, membro sostituto per la commissione per i problemi economici e monetari e per la delegazione alla commissione parlamentare mista UE-Macedonia del Nord.

### Ritorno nel PSD
Nel novembre 2019 entrò in polemica con il leader del partito Ponta, che aveva criticato Tudose per la sua scelta di negoziare un accordo con il PNL per l'appoggio al nuovo esecutivo con a capo Ludovic Orban, ignorando le disposizioni della dirigenza, che aveva indicato di votare contro l'investitura del governo. Tudose reagì accusando Ponta di voler imporre il proprio punto di vista sui membri del partito, invitandolo a lasciare l'incarico di presidente, poiché non godeva più dell'appoggio dei suoi colleghi. Al culmine delle tensioni, il 2 dicembre 2019 Tudose abbandonò PRO Romania, senza prendere in considerazione l'invito di Ponta a lasciare l'incarico al parlamento europeo. L'8 gennaio 2020 il sindaco di Brăila, Marian Dragomir, ne annunciò il ritorno nel PSD, in quel momento guidato da Marcel Ciolacu, ex vice primo ministro del governo Tudose, con il quale era in buoni rapporti.
Il 22 agosto 2020 fu indicato come vicepresidente del PSD nel corso del congresso che elesse Marcel Ciolacu alla presidenza del partito. Al congresso del PSD del 24 agosto 2024 fu nominato presidente del consiglio nazionale del partito.
Nel 2024 fu capolista e coordinatore della campagna elettorale alle europee per la coalizione composta da PSD e PNL. Nella nuova legislatura europea fu membro della Commissione per il commercio internazionale e sostituto della Commissione per gli affari esteri.

## Aspetti controversi

### Accusa di plagio della tesi
Nel 2010 Tudose sostenne una tesi di dottorato presso l'Accademia nazionale di intelligence dal titolo Infrastructura critica - model si strategie manageriala con relatore Gheorghe Onișoru e coordinatore Gabriel Oprea, poi pubblicata dalla RAO International Publishing Company. In relazione a questa, nell'agosto del 2015, quando rivestiva l'incarico di ministro nel governo Ponta IV, fu accusato di plagio dal Centro romeno per il giornalismo di inchiesta (CRJI). L'associazione riportò che più di 50 pagine fossero state copiate dalla tesi sostenuta nel 2009 dal commissario capo Radu Andriciuc, presso l'Accademia di polizia Alexandru Ioan Cuza di Bucarest. Lo stesso Andriciuc affermò di aver ceduto i diritti di proprietà a Tudose per alcune migliaia di euro. Nell'immediato, Tudose si difese dichiarando: «Forse sono stato un po' negligente, ma era come se facessi un lavoro di geometria: non posso pretendere di aver inventato io il teorema di Pitagora».
Nello stesso periodo furono avviate delle verifiche su un potenziale plagio anche di Gabriel Oprea, coordinatore della tesi di Tudose e in quel momento ministro degli interni. Nel 2016 a Oprea fu ritirato il titolo di dottore. In conseguenza dello scandalo di plagio, Tudose, insieme ad altri ex 7 studenti di Oprea, per allontanare le critiche fece richiesta di rinuncia del titolo accademico, dichiarando inutile ed offensivo farsi giudicare da una commissione in merito, poiché «non ho approfittato di questo titolo, non ho avuto indennità o soldi, non l'ho utilizzato per esercitare una professione, non ho conseguito alcun esame grazie a questo. Ho fatto questi studi per me, solamente per me e per la mia cultura. Se questo disturba i politici, ho capito, posso vivere senza». In ogni caso mantenne il titolo, poiché in quel momento nessuna indagine fu avviata dall'ente competente in materia, cioè il Consiglio nazionale di verifica dei titoli, dei diplomi e dei certificati universitari (CNATDCU). Una denuncia fu ufficialmente inoltrata al CNATDCU solamente il 4 luglio 2017
Nel 2017, dopo che Tudose fu designato come premier, il presidente del PSD Dragnea sulla questione affermò che: «anche Ponta è stato accusato di plagio ed è stato un premier molto buono».

### Rapporti con il Serviciul Român de Informații
Nel 2010 conseguì il dottorato presso l'Accademia nazionale di informazione gestita dai servizi di intelligence e nel 2011 iniziò ad insegnare nella stessa istituzione. Sulla sua tesi parole di encomio furono espresse dagli allora vertici del Serviciul Român de Informații (SRI) Florian Coldea e George Maior. La sua vicinanza ai servizi segreti fu più volte fonte di perplessità da parte degli osservatori politici. Oltre che di Coldea e Maior, nel 2015, quando rivestiva il ruolo di ministro dell'economia, fu vicino anche al generale del SRI Elena Istode, responsabile della direzione dell'intelligence che si occupava di sicurezza dell'economia nazionale.
Fu, inoltre, socio d'affari in alcune aziende private insieme a diverse personalità legate ai servizi segreti, come Georgian Pop (ex capo della commissione parlamentare di controllo sulle attività del SRI dal 2012 al 2016), Petru Gabriel Vlase (ex capo della commissione parlamentare di controllo sulle attività del Serviciul de Informaţii Externe dal 2007 al 2012 e laureatosi all'Accademia nazionale di informazione) e Liviu Claudiu Doros (figlio dell'ex generale del SRI Vasile Doros).
Nell'aprile 2016 Victor Ponta dichiarò apertamente che all'interno del PSD vi era un ex ministro e vicepresidente nazionale che era un ufficiale sotto copertura dei servizi segreti. Tudose rifiutò categoricamente le accuse, sottolineando l'incompatibilità delle funzioni di agente dell'intelligence e di parlamentare.

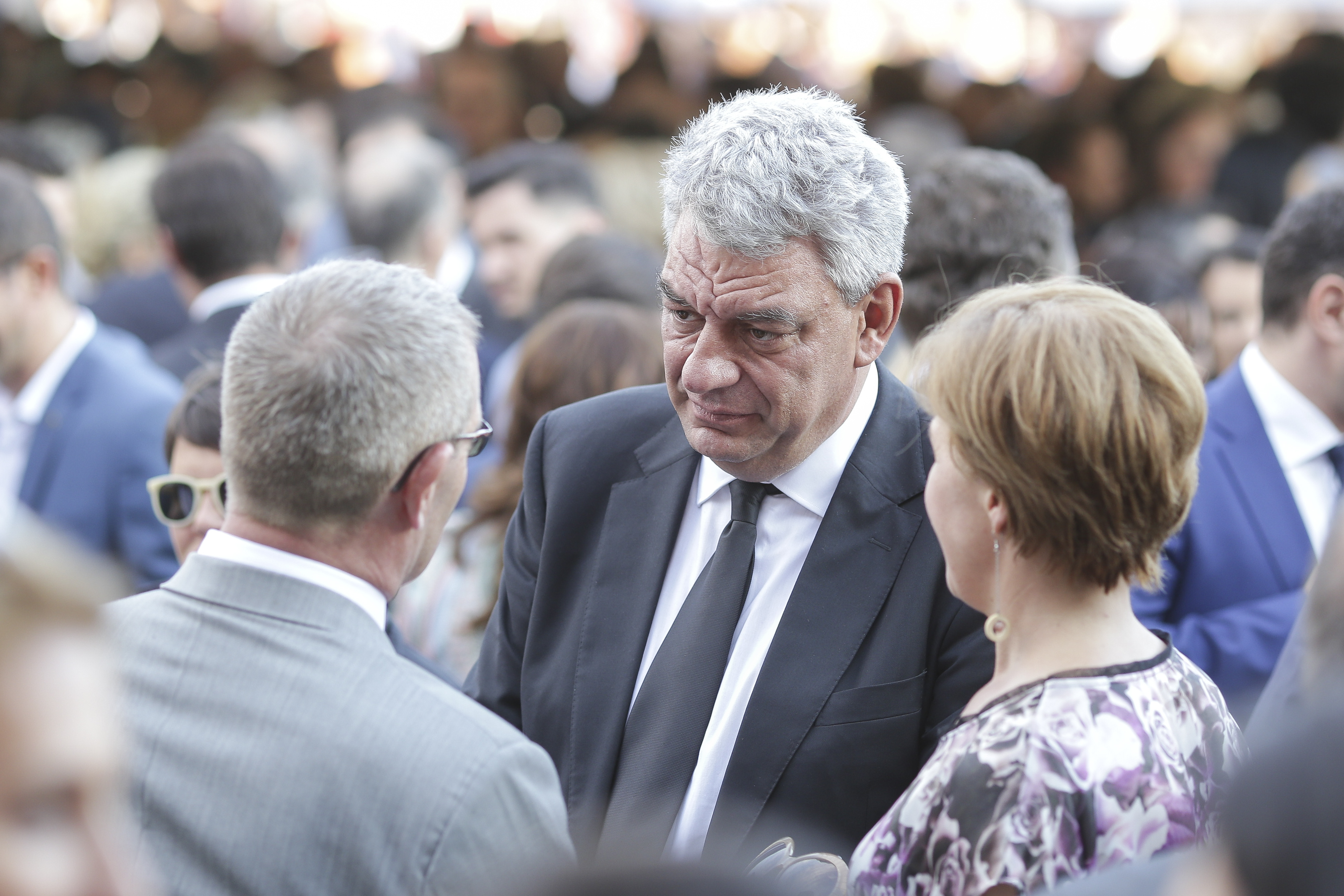
Mihai Tudose nel 2017

Nel gennaio 2017 Cristian Rizea (deputato PSD di Brăila dal 2008 al 2016, laureatosi all'Accademia nazionale di informazione nel 2004 e anche lui personalmente vicino alla Istode) dichiarò alla stampa che i deputati PSD Mihai Tudose, Gabriel Vlase, Georgian Pop e Marcel Ciolacu erano ufficiali sotto copertura del SRI. Mentre Tudose minacciò Rizea di querela, in seguito a tali dichiarazioni Dragnea invitò la commissione di controllo sul SRI a richiedere una verifica al direttore dell'intelligence Eduard-Raul Hellvig.
Nel giugno 2017, quando Tudose fu indicato come nuovo primo ministro, la stampa riprese tali documenti che insinuavano un coinvolgimento del SRI nella scelta del premier. Il 26 giugno 2017, tuttavia, tramite un comunicato stampa il SRI respinse categoricamente tutte le insinuazioni apparse sui giornali. La stessa posizione fu assunta da Dragnea, che negò la possibilità che Tudose potesse ricevere indicazioni tanto dal partito, quanto dall'intelligence.

## Vita privata
Tudose è sposato con Corina ed è un appassionato di scacchi, membro del club di scacchi Orizont 64 di Brăila.

## Pubblicazioni
- (RO) Mihai Tudose, Provocări strategice, Bucarest, Editura RAO International Publishing Company, 2007.
- (RO) Mihai Tudose, Schimbarea managerială. Managementul schimbării, Bucarest, Editura Academiei Naţionale de Informaţii „Mihai Viteazul”, 2009.
- (RO) Mihai Tudose, Infrastructura critică - model de strategie managerial, Bucarest, Editura RAO International Publishing Company, 2010.
- (RO) Mihai Tudose, Război, cunoaştere, adevăr, Bucarest, Editura Nemira Publishing Company, 2012.
- (RO) Mihai Tudose, Securitatea economică în era transformărilor globale, Bucarest, Editura RAO International Publishing Company, 2013.